# Аджумани
Аджумани (англ. Adjumani) — город, расположен в округе Аджумани, в северном регионе Уганды, где находится администрация округа.

## Местоположение
Аджумани находится в субрегионе Западного Нила, примерно в 210 километрах к северо-востоку от Аруа, крупнейшего города в этой местности. Город расположен примерно в 460 километрах к северо-западу от Кампалы, столицы и крупнейшего города Уганды.

## Население
По данным Национальной переписи населения 2002 года, численность населения Аджумани составляла 19 900 человек. В 2010 году статистическое бюро Уганды оценило численность населения в 32 600 человек. В 2011 году компания компания «UBOS» оценила численность населения города в 34 700 человек. в августе 2014 года Национальная перепись населения установила численность населения в 43 022 человека.

## Достопримечательности
Несколько значимых мест Аджумани находятся в пределах города или за ним:
- офисы городского совета Аджумани
- Больница Аджумани, государственная больница на 100 коек, находящаяся в ведении Министерства здравоохранения Уганды
- Аэропорт Аджумани[5]